# Medaille der Nationalen Anerkennung
Die Medaille der nationalen Anerkennung wurde am 24. Juli 1968 durch Großherzog Jean von Luxemburg gestiftet und war zur Verleihung an Personen vorgesehen, die unter schwierigen Bedingungen den Widerstandskämpfern und anderen vom Feinde Verfolgten während des Zweiten Weltkriegs zu Hilfe gekommen waren.
Die runde aus Bronze gefertigte Medaille zeigt zwei Hände, die sich schützend um eine Gruppe verfolgter Menschen legen. Daneben sind als weitere Symbole Stacheldraht, ein Kreuz, Gefängnisgitter und ein zerstörtes Haus zu sehen. Im rechten Halbrund der Medaille die Jahreszahlen 1940 1945. Diese stehen für die Zeit der Besetzung des Landes durch die deutsche Wehrmacht während des Zweiten Weltkriegs.
Auf der Rückseite findet sich die zweizeilige Inschrift RECONNAISSANCE NATIONALE GRAND-DUCHÉ DE LUXEMBOURG (Nationale Anerkennung Großherzogtum Luxemburg) die von fünf schmalen Ringen umschlossen ist.
Getragen wird die Auszeichnung an einen grauen Band mit einem schmalen rot-weiß-blauen Mittelstreifen auf der linken Brustseite.